# Андреа дел Верокио
Андреа дел Верокио (на италиански: Andrea del Verrocchio) с рождено име Андреа ди Микеле ди Франческо Чони (на италиански: Andrea di Michele Cioni; * ок. 1435, Флоренция, Флорентинска република; † 7 октомври 1488, Венеция, Венецианска република) е италиански скулптор и живописец от епохата на Ренесанса, един от учителите на Леонардо да Винчи. Представител е на Флорентинската школа.

## Биография

### Произход
Роден е в края на септември 1435 г. във Флоренция. Фамилията заема от своя учител, при когото учи в началото – бижутерът Джулиано де Вероки. Името се превежда от италиански като „вярно око“.
Бащата на Верокио, Микеле, е майстор по изпичане на тухли и керемиди, член на Задругата на каменарите. Той е на 50 години, когато първата му жена, Джема, ражда Андреа. Според финансовия регистър на Флоренция (задължителен за всеки гражданин от 1427 г.), семейството е заможно и притежава къща в квартал „Сант Амброджо“ и поземлен имот с къща в Черталдо. Майката на Андреа умира скоро след раждането му и баща му се жени повторно за Мона Нанина, която му ражда още един син.

### Творчески години
Първите му опити в рисуването датират вероятно малко след 1460 г., когато той работи в Прато, Тоскана, успоредно с Филипо Липи.
Художникът е роден и дълго време работи в двора на Лоренцо Медичи във Флоренция. През 1465 г. създава монумента над гроба на Козимо Медичи.
От 1463 до 1487 г. работи над скулптурната композиция Христос и Св. Тома, а през 1476 г. създава статуя на Давид.
През 1467 г. при него идва като ученик 15-годишния Леонардо да Винчи. Интересен факт е, че първата картина, за която се знае, че е рисувана от Леонардо Да Винчи, е ангелът и част от пейзажа в долния ляв ъгъл на „Кръщението Христово“ на Верокио.
През 1482 г. Верокио се мести във Венеция, за да работи над конната статуя на кондотиера Бартоломео Колеони. Там и умира през 1488 г., без да успее да довърши статуята.

## Известни творби
- „Амурче с делфин“ (около 1480 г.) – статуя, бронз, 69 см., двора на Палацо Векио, Флоренция.
- „Кръщение Христово“ (1472 – 1475 г.) – масло върху дърво, 177 x 151 cm, Галерия Уфици, Флоренция.
- „Христос и Тома Неверни“ (1467 – 1483 г.) – скулптурна композиция, бронз, църквата Ор-Сан Микеле, Флоренция.
- „Давид“ (1476 г.) – статуя, бронз, дворецът Барджело, Флоренция.
- Гробница на Джовани и Пиеро Медичи (1476 – 1472 г.) – мрамор, порфир, серпентин, бронз, Флоренция, „Старата сакристия“ на църквата „Сан Лоренцо“.
- Конна статуя на кондотиера Колеони (1479 – 1488 г., завършен 1496 г.) – бронз, по-голям от естествен ръст, Венеция, площад Сан Джовани е Паоло.
- „Смъртта на Франческа Торнабуони“ (около 1477 – 1486 г.) – релеф от мрамор,45 х 170 см., Флоренция, Национален музей.
- „Обезглавяването на Йоан Кръстител“ (1477 – 1480 г.) – релеф от сребро, изчукан и цизелиран,40 х 25 см., Флоренция, Музео дел'Опера дел Дуомо.
- „Портрет на Козимо Старши“ (около 1464 – 1467 г.) – релеф от мрамор,36 х 32 см., Берлин, Държавен музей.
- „Мадоната с Младенеца“ (около 1468 г.) – темпера, дърво 77 х 57 см., Лондон, галерия на института Курто.
- „Мадоната с малкия Йоан Кръстител и ангел“ (около 1469 г.) – темпера, дърво 96 х 69 см., Лондон, Национална галерия.
- „Мадоната с Младенеца сред пейзаж“ (около 1470 г.) – темпера, м.б., дърво 72 х 53 см., Берлин, Държавен музей.